# Roberto Tricella
Roberto Tricella (* 18. März 1959 in Cernusco sul Naviglio, Italien) ist ein ehemaliger italienischer Fußballspieler.
Als Kapitän war er entscheidend am überraschenden Titelgewinn von Hellas Verona in der Saison 1984/85 beteiligt. Weiterhin spielte er für Inter Mailand, Juventus Turin und den FC Bologna. Mit der Nationalmannschaft seines Heimatlandes nahm Tricella zudem an der Fußball-Weltmeisterschaft 1986 teil.

## Karriere

### Vereinskarriere
Roberto Tricella begann mit dem Fußballspielen in der Jugendabteilung von Inter Mailand. Nachdem er diese durchlaufen hatte, wurde Tricella 1977 in den Profikader von Internazionale berufen. Allerdings konnte er sich hier nicht vollständig durchsetzen und kam bis 1979 nur auf fünf Einsätze in der italienischen Serie A. Obwohl Roberto Tricella bei Inter Mailand kaum zum Einsatz kam, gewann er bereits in seiner ersten Saison als Spieler seinen ersten Titel, die Coppa Italia wurde 1978 im Endspiel gegen den SSC Neapel gewonnen. Allerdings erlebte Tricella den Pokalsieg als Reservist.
Im Jahre 1979 verließ Roberto Tricella Inter Mailand und wechselte in die zweitklassige Serie B zu Hellas Verona. Mit dem Verein spielte er zunächst zwei Jahre lang in mittleren Gefilden der Serie B. Mit der Ankunft von Trainer Osvaldo Bagnoli im Sommer 1981 änderte sich dieser Zustand aber und Hellas Verona gelang in der Folgesaison der souveräne Aufstieg in die Serie A. Dort konnte sich das Team sofort etablieren und erreichte als Neuling in der Saison 1982/83 einen sensationellen vierten Platz. Diese positive Entwicklung hielt stand und Hellas Verona wurde 1983/84 Sechster. Währenddessen wurde die Mannschaft mit Spielern wie dem Deutschen Hans-Peter Briegel, dem Dänen Preben Elkjær Larsen oder dem Italiener Giuseppe Galderisi verstärkt und schaffte in der Saison 1984/85 die große Sensation. Mit Roberto Tricella als Kapitän gewann das Team von Trainer Bagnoli die italienische Meisterschaft, der bis heute einzige Meistertitel für den mittlerweile zweitklassig agierenden Verein. Hellas Verona belegte in der Saison 1984/85 den ersten Platz mit vier Punkten Vorsprung auf Torino Calcio. Mit nur neunzehn Gegentreffern in dreißig Ligaspielen stellte Hellas Verona die beste Verteidigung der Serie A, woran auch Roberto Tricella in seiner Position als Libero entscheidenden Anteil hatte. Doch der Meistertitel von 1985 bildete nicht nur den Höhepunkt der erfolgreichsten Ära von Hellas Verona, sondern auch den Wendepunkt. In den Jahren nach der Meisterschaft ging es wieder bergab für den Verein, nur fünf Jahre nach dem Scudetto-Gewinn stieg man wieder in die Serie B ab. Zu diesem Zeitpunkt spielte Roberto Tricella schon nicht mehr im Stadio Marcantonio Bentegodi. Er verließ Hellas Verona 1987 und schloss sich Juventus Turin an.
Mit Juve agierte Roberto Tricella auch erfolgreich. Mit der Mannschaft um Spieler wie Luigi De Agostini, Rui Barros oder Salvatore Schillaci zeigte sich Roberto Tricella zunächst im italienischen Fußballpokal erfolgreich, man wurde durch einen 1:0-Erfolg bei der AC Mailand Pokalsieger 1990, nachdem das Hinspiel in Turin torlos remis geendet hatte. Ein Jahr später fügte Roberto Tricella, der bei Juventus die Nachfolge von Gaetano Scirea als Libero antrat, auch noch einen europäischen Erfolg zu seiner Titelsammlung hinzu. Im Endspiel des UEFA-Pokal 1989/90 war man mit 3:1 und 0:0 gegen die AC Florenz siegreich. In den beiden Finalspielen wurde Tricella schon nicht mehr eingesetzt, er hatte seinen Stammplatz verloren. Im Sommer 1990 unterschrieb er einen neuen Kontrakt beim FC Bologna. In Bologna ließ er seine fußballerische Laufbahn in den Jahren 1990 bis 1992 ausklingen und machte in dieser Zeit 23 Ligaspiele für den emilianischen Klub. 1992 beendete Tricella seine aktive Laufbahn als Fußballspieler im Alter von 33 Jahren. Danach wandte er sich vom Fußballgeschäft ab und arbeitet heute als Immobilienmakler.

### Nationalmannschaft
Zwischen 1984 und 1987 brachte es Roberto Tricella auf insgesamt elf Länderspiele für die italienische Fußballnationalmannschaft. In diesen elf Spielen gelang ihm kein Treffer. Sein Debüt im Nationaltrikot gab Tricella am achten Dezember 1984 in Pescara gegen Polen beim 2:0-Erfolg der italienischen Mannschaft, als er in der 46. Spielminute eingewechselt wurde. Zwei Jahre später wurde er von Italiens Nationaltrainer Enzo Bearzot ins Aufgebot für die Fußball-Weltmeisterschaft 1986 in Mexiko berufen. Im Turnierverlauf kam er jedoch an Gaetano Scirea nicht vorbei und machte kein einziges Turnierspiel. Seine Mannschaft indes, die als amtierender Fußball-Weltmeister nach Mexiko kam, scheiterte im Achtelfinale am französischen Team um Michel Platini mit 0:2. Zuvor hatte man in der Gruppenphase den zweiten Platz hinter dem späteren Weltmeister Argentinien und vor den Nationalmannschaften von Bulgarien und Südkorea belegt. 

## Erfolge
- Italienische Meisterschaft: 1×

1984/85 mit Hellas Verona
- Italienischer Pokalsieger: 2×

1977/78 mit Inter Mailand
1989/90 mit Juventus Turin
- UEFA-Pokal: 1×

1989/90 mit Juventus Turin